# Metatiron tropakis
Metatiron tropakis is een vlokreeftensoort uit de familie van de Synopiidae. De wetenschappelijke naam van de soort is voor het eerst geldig gepubliceerd in 1972 door J. L. Barnard.